# تروكي تاناكا
تروكي تاناكا (باليابانية: 田中 輝希) (26 أغسطس 1992 في طوكيو في اليابان - )؛ هو لاعب كرة قدم ياباني سابق كان يلعب كلاعب وسط.

## وصلات خارجية
- تروكي تاناكا على موقع رابطة كرة القدم اليابانية للمحترفين (اليابانية)
- تروكي تاناكا على موقع قاعدة بيانات كرة القدم.إي يو (الإنجليزية)
- تروكي تاناكا على موقع Soccerway.com (الإنجليزية)
- تروكي تاناكا على موقع عالم كرة القدم.نت (الإنجليزية)
- تروكي تاناكا على موقع كووورة